# Невски Проспект
Невски Проспект (рус. Невский проспект) или булевар Неве, је главна и најпознатија улица у Санкт Петербургу. Петар Велики је планирао да ова улица буде почетак пута за Новгород и Москву. 
Руски писац Гогољ је написао причу „Невски Проспект” којом описује ватрен живот њених становника.
Током ране совјетске ере (1918—44) ова улица је била позната као булевар 25. октобра, алудирајући на дан Октобарке револуције.
Данас је Невски најзачајнија улица у граду. Многе познате продавнице су смештене овде, као и најскупљи апартмани у граду. 